# Бразилска четириочка
Бразилските четириочки (Anableps anableps) са вид риби от семейство Четириокови (Anablepidae). Те са незастрашен вид.
Таксонът е описан за пръв път от Карл Линей през 1758 година.